# Difflugiidae
Famille
Les Difflugiidae sont une famille d'amibes de l’ordre des Arcellinida  (classe des Tubulinea).

## Étymologie
Le nom de la famille vient du genre type Difflugia, dérivé du latin diffluere, « se répandre », en référence à la capacité de cette amibe de rentrer ses « bras » à l'intérieur de son test, puis d'en sortir un nombre variable.

## Description
Les Difflugiidae sont des amibes testiformes, lobées, à coquille de section circulaire ; le test est composée principalement de grains minéraux et/ou de diatomées, maintenus ensemble par un ciment organique plus ou moins abondant, généralement grisâtre opaque. Certaines espèces ont une coquille généralement transparente, de section hexagonale ou polygonale, principalement organique, mais pouvant contenir des grains minéraux. Les coquilles des deux types sont parfois comprimées.

## Liste des genres
Selon IRMNG (6 janvier 2025) :
- Armatodifflugia Snegovaya & Alekperov, 2005
- Cucurbitella Penard, 1902
- Difflugia Leclerc, 1815 genre type
- Lagenodifflugia Medioli & Scott, 1983
- Maghrebia Gauthier-Lièvre & Thomas, 1958
- Mediolus Patterson, 2014
- Nabranella Snegovaya & Alekperov, 2009
- Pelecyamoeba Snegovaya & Alekperov, 2005
- Pentagonia Gauthier-Lièvre & Thomas, 1958
- Pontigulasia Rhumbler, 1895
- Protocucurbitella Gauthier-Lièvre & Thomas, 1960
- Schwabia Jung, 1942
- Sexangularia Averinzew, 1906
- Suiadifflugia Green, 1975
- Zivkovicia Ogden, 1987

## Systématique
Le nom valide de ce taxon est Difflugiidae Wallich, 1864.